# 1986 a légi közlekedésben
Ez a lista az 1986-os év légi közlekedéssel kapcsolatos eseményeit tartalmazza.

## Események

### Március
- március 30. – Pemba közelében. Egy szovjet Antonov An-26 típusú utasszállító repülőgép hajtómű hiba miatt lezuhan. A balesetben 44 fő veszti életét. Öt fő túléli a balesetet.[1]
- március 31. – A Mexicana de Aviación légitársaság 940-es járata, egy Boeing 727 fél órával a Mexikóvárosból történt felszállás után lezuhan. A 166 halálos áldozatot követelő tragédia Mexikó történetének legsúlyosabb légikatasztrófája.[2]

### Augusztus
- augusztus 31. - Az Aeromexico 498-as járatának ütközött egy Cesna típusú magán kis repülőgép, amely ezután Los Angeles egyik külvárosára zuhant. A katasztrófában összesen 82-en veszítették életüket. [3]

### December
- december 25. – Arar település közelében. Az Iraqi Airways légitársaság Bagdadból Ammánba tartó Boeing 737-270C típusú, YI-AGJ lajstromjelű repülőgépének pilótafülkéjébe gépeltérítők törtek be, ott kézigránátot dobtak és a gép ezt követően lezuhant. A fedélzeten utazó 91 utas és 15 fő személyzet tagjai közül 63 fő nem élte túl a katasztrófát, 43 fő túlélője volt az esetnek.[4]